# Долженков, Василий Иванович
Василий Иванович Долженков (4 января 1842, Луневка, Курский уезд — 1918) — депутат I и II Государственных Дум Российской империи от города Курска. Также известен как деятель земской медицины, автор многих научных трудов, организатор аптечного дела в Курской губернии.

## Биография
Родился 4 января 1842 года в деревне Луневке Курского уезда, в семье мелкопоместного помещика. Учился в Курской гимназии за казённый счёт. Здесь он обнаружил особую склонность к точным наукам. В 1860 году поступил на медицинский факультет Императорского Харьковского университета, который окончил в 1865 году со степенью «лекаря с отличием». В университете Долженков увлекся идеями народничества, участвовал в студенческом движении. Первым местом его службы была Польша, а первой должностью — младший врач пехотного Смоленского полка. В этот период в результате трагической случайности он ослеп на левый глаз.
В феврале 1870 года Долженков оставил военную службу и поступил врачом на Курско-Киевскую железную дорогу. С этого времени своей основной медицинской специальностью его стали глазные болезни. Спустя два года он уехал за границу, чтобы пополнить свои знания в лучших клиниках Западной Европы. В это время он побывал в Вене, Страсбурге, Париже, Берлине. В конце 1873 года он возвратился в Курск и открыл частный кабинет—амбулаторию для приходящих больных.
В течение двух лет его частная медицинская деятельность имела большой успех, что приносило ежегодно несколько тысяч рублей дохода. Это давало возможность безвозмездно работать сверхштатным ординатором в Курской губернской земской больнице и заведовать в ней глазным и терапевтическим отделениями. На часть полученного наследства он открыл начальную школу в деревне Шагарово Курского уезда.
В период русско-турецкой войны в 1877 году В. И. Долженков заведовал военным госпиталем и лазаретом Красного Креста. Через год он был избран гласным Курской городской думы. В начале 1880-х годов, разочаровавшись в деятельности думы в области здравоохранения, всю свою энергию он отдал земской деятельности в области медицины. В 1881 году по его настоянию губернское земское собрание постановило ввести в губернской земской больнице бесплатное лечение глазных болезней. В то время Долженков был единственным окулистом с общепризнанным авторитетом в Курске и во всей губернии. Ежегодно он выполнял 200—300 глазных операций по удалению катаракты и принимал в своей глазной амбулатории до 10 тысяч больных.
В 1882 году на первом губернском медицинском съезде он выступил страстным сторонником создания широкой стационарной системы лечения, сокращения радиуса врачебных участков, организации коллегиальных органов управления медициной и медицинского просвещения народа. С этого времени все свои силы В. И. Долженков отдал строительству земской медицины и санитарии. Вместе с одним из врачей Долженков разработал проект сельской лечебницы, организовал совет врачей, санитарную комиссию, активным членом которой стал сам. По его инициативе при губернской управе была создана земская медицинская библиотека.
В 1883 году из втором губернском съезде врачей Василий Иванович Долженков выступил с обстоятельным докладом по вопросу организации аптечного дела. Он предпринял первую попытку организации научного изучения движения заболеваний населения Курска и всей губернии. Вскоре своё внимание Долженков сосредоточил на медико-статистической деятельности, результатом которой явились ежегодные «Своды сведений об эпидемических заболеваниях в Курской губернии за пятилетний период времени». С созданием медико-статистического бюро при губернской земской управе, во главе которого он встал, было положено начало научного изучения динамики заболеваний.
Василий Иванович Долженков активно участвовал во всех губернских и ряде Пироговских съездов врачей. На двух из них его избирали почётным товарищем председателя. На Пироговских съездах он неоднократно выступал с обстоятельными докладами
В 1890 году В. И. Долженков стал председателем общества курских врачей, создал при нём бесплатную лечебницу для неимущих слоев населения. В последнее десятилетие XIX века благодаря стараниям Долженкова было открыто 6 межуездных медицинских участков, удалось добиться участия земства в строительстве сельских больниц. За 3 года было сдано в эксплуатацию больниц больше, чем их было построено за предыдущие 25 лет. В 1896 году Долженков разработал проект осуществления санитарной службы в Курской губернии.
Член «Союза освобождения» (с 1903) и «Союза земцев-конституционалистов» (с 1903). С 1906 года — председатель Курского губернского комитета Конституционно-демократической партии.
Был избран 14 апреля 1906 года в I Государственную Думу Российской империи от съезда городских избирателей. Входил в Конституционно-демократическую фракцию. Член комиссий: для приема помещений Думы и распорядительной. Подписал законопроекты: «42-х», «О гражданском равенстве», «О неприкосновенности членов ГД», «О собраниях». Не поехал в Выборг подписывать Выборгское воззвание.
6 февраля 1907 года был избран во II Государственную Думу от съезда городских избирателей. Как старейший депутат Думы этого созыва открыл её первое заседание. Входил в Конституционно-демократическую фракцию. Член комиссий: продовольственной (её председатель), по составлению Наказа, о нормальном отдыхе служащих в торговых и ремесленных заведениях. Докладчик Продовольственной комиссии.
После Февральской революции 1917 года участвовал в работе Государственного совещания (Москва, 12—15.8.1917).